# Quincy Watts
Quincy D. Watts (Detroit, 19 juni 1970) is een voormalige Amerikaanse sprinter die was gespecialiseerd op de 400 m. Hij werd olympisch kampioen op de 400 m en de 4 x 400 m estafette. Sinds 1992 heeft hij het olympisch record en het wereldrecord in handen op de 4 x 400 m estafette.
Hij studeerde aan de University of Southern California, waar hij naast een uitstekend atleet ook als wide receiver uitblonk in American football. Tijdens zijn tijd op de highschool was hij ook een goed basketbalspeler. Als sprinter was hij in eerste instantie op de 100 m en de 200 m gespecialiseerd. Zijn trainer overtuigde hem de 400 m lopen, waarbij hij ten slotte ook zijn grootste successen behaalde. Op de wereldkampioenschappen atletiek 1991 werd hij op de 4 x 400 m estafette tweede en in 1993 wereldkampioen.
Op de Olympische Spelen van 1992 in Barcelona kwam hij uit op de 400 m en de estafetteloop. Individueel werd hij olympisch kampioen en versloeg met een olympisch record van 43,50 zijn landgenoot en olympisch kampioen Steve Lewis (zilver) en de Keniaan Samson Kitur (brons). Reeds in de halve finale had hij het olympisch record van Lee Evans verbeterd. Zijn snelle tijd is nog altijd als wereldrecord voor neosenioren geldig. Op de 4 x 400 m estafette veroverde hij eveneens het goud met zijn teamgenoten Andrew Valmon, Steve Lewis en Michael Johnson. Met een wereldrecordtijd van 2.55,74 versloegen ze de teams uit Cuba (zilver) en Groot-Brittannië (brons).
In 1994 en 1995 slaagde hij er niet in onder de 45 seconden te lopen. In 1996 werd hij teleurstellende zevende op de Amerikaanse olympische selectiewedstrijden met een tijd van 45,64. Vier jaar later was hij in Atlanta wederom van de partij, maar won hier geen medailles. Overschaduwt door Michael Johnson, zette hij in 1997 een punt achter zijn atletiekcarrière en werd aangesteld als hoofdtrainer op de Taft Highschool. Momenteel werkt hij als assistent atletiektrainer bij het Harvard-Westlake High School en traint hier een aantal professionele atleten, zoals: Willie McGinest en Curtis Conway.

## Titels
- Olympisch kampioen 400 m - 1992
- Olympisch kampioen 4 x 400 m - 1992
- Wereldkampioen 4 x 400 m - 1993

## Wereldrecords
| Afstand   | Tijd (min) | Estafetteploeg                                            | Datum      | Plaats    |
| --------- | ---------- | --------------------------------------------------------- | ---------- | --------- |
| 4 x 400 m | 2.55,74    | Andrew Valmon Quincy Watts Michael Johnson Steve Lewis    | 08.08.1992 | Barcelona |
| 4 x 400 m | 2.54,29    | Andrew Valmon Quincy Watts Butch Reynolds Michael Johnson | 22.08.1993 | Stuttgart |

## Persoonlijke records
| Onderdeel | Prestatie | Datum           | Plaats    |
| --------- | --------- | --------------- | --------- |
| 100 m     | 10,30 s   | 25 juli 1987    | Provo     |
| 200 m     | 20,50 s   | 25 juli 1987    | Provo     |
| 400 m     | 43,50 s   | 5 augustus 1992 | Barcelona |

## Palmares

### 400 m
- 1992:  OS - 43,50 s
- 1993: 4e WK - 45,05 s
- 1993:  Grand Prix Finale - 45,06 s
- 1994:  Goodwill Games - 45,21 s

### 4 x 400 m
- 1991:  WK - 2.57,57
- 1992:  OS - 2.55,74 (WR)
- 1993:  WK - 2.54,29 (WR)

1896: Thomas Burke ·
1900: Maxey Long ·
1904: Harry Hillman ·
1908: Wyndham Halswelle ·
1912: Charles Reidpath ·
1920: Bevil Rudd ·
1924: Eric Liddell ·
1928: Ray Barbuti ·
1932: Bill Carr ·
1936: Archie Williams ·
1948: Arthur Wint ·
1952: George Rhoden ·
1956: Charlie Jenkins ·
1960: Otis Davis ·
1964: Mike Larrabee ·
1968: Lee Evans ·
1972: Vince Matthews ·
1976: Alberto Juantorena ·
1980: Viktor Markin ·
1984: Alonzo Babers ·
1988: Steve Lewis ·
1992: Quincy Watts ·
1996: Michael Johnson ·
2000: Michael Johnson ·
2004: Jeremy Wariner ·
2008: LaShawn Merritt ·
2012: Kirani James · 
2016: Wayde van Niekerk · 
2020: Steven Gardiner · 
2024: Quincy Hall
1912: Sheppard, Lindberg, Meredith, Reidpath ·
1920: Griffiths, Lindsay, Ainsworth-Davis, Butler ·
1924: Cochran, Helffrich, MacDonald, Stevenson ·
1928: Baird, Alderman, Spencer, Barbuti ·
1932: Fuqua, Ablowich, Warner, Carr ·
1936: Wolff, Rampling, Roberts, Brown ·
1948: Harnden, Bourland, Cochran, Whitfield ·
1952: Wint, Laing, McKenley, Rhoden ·
1956: Jenkins, Jones, Mashburn, Courtney ·
1960: Yerman, Young, G. Davis, O. Davis ·
1964: Cassell, Larrabee, Williams, Carr ·
1968: Matthews, Freeman, James, Evans ·
1972: Asati, Nyamau, Ouko, Sang ·
1976: Frazier, Brown, Newhouse, Parks ·
1980: Valiulis, Linge, Tsjernetski, Markin ·
1984: Nix, Armstead, Babers, McKay ·
1988: Everett, Lewis, Robinzine, Reynolds ·
1992: Valmon, Watts, Johnson, Lewis ·
1996: Harrison, Smith, Mills, Maybank ·
2000: Bada, Chukwu, Monye, Udo-Obong  ·
2004: Harris, Brew, Wariner, Williamson ·
2008: Merritt, Taylor, Neville, Wariner ·
2012: Brown, Pinder, Mathieu, Miller ·
2016: Hall, McQuay, Roberts, Merritt ·
2020: Cherry, Norman, Deadmon, Benjamin ·
2024: Bailey, Norwood, Deadmon, Benjamin
1983: Lovasjov, Troshchilo, Tsjernetski, Markin ·
1987: Everett, Haley, McKay, Reynolds ·
1991: Black, Redmond, Regis, Akabusi ·
1993: Valmon, Watts, Reynolds, Johnson ·
1995: Ramsey, Mills, Reynolds, Johnson ·
1997: Thomas, Black, Baulch, Richardson, Hylton ·
1999: Czubak, Maćkowiak, Bocian, Haczek ·
2001: Moncur, Brown, McIntosh, Munnings ·
2003: Djhone, Keïta, Diagana, Raquil ·
2005: Rock, Brew, Williamson, Wariner ·
2007: Merritt, Taylor, Williamson, Wariner ·
2009: Taylor, Wariner, Clement, Merritt ·
2011: Nixon, Jackson, Taylor, Merritt ·
2013: Verburg, McQuay, Hall, Merritt ·
2015: Verburg, McQuay, Nellum, Merritt ·
2017: Solomon, Richards, Cedenio, Gordon ·
2019: Kerley, Cherry, London, Benjamin ·
2022: Godwin, Norman, Deadmon, Allison ·
2023: Hall, Norwood, Robinson, Benjamin